# Montvoie

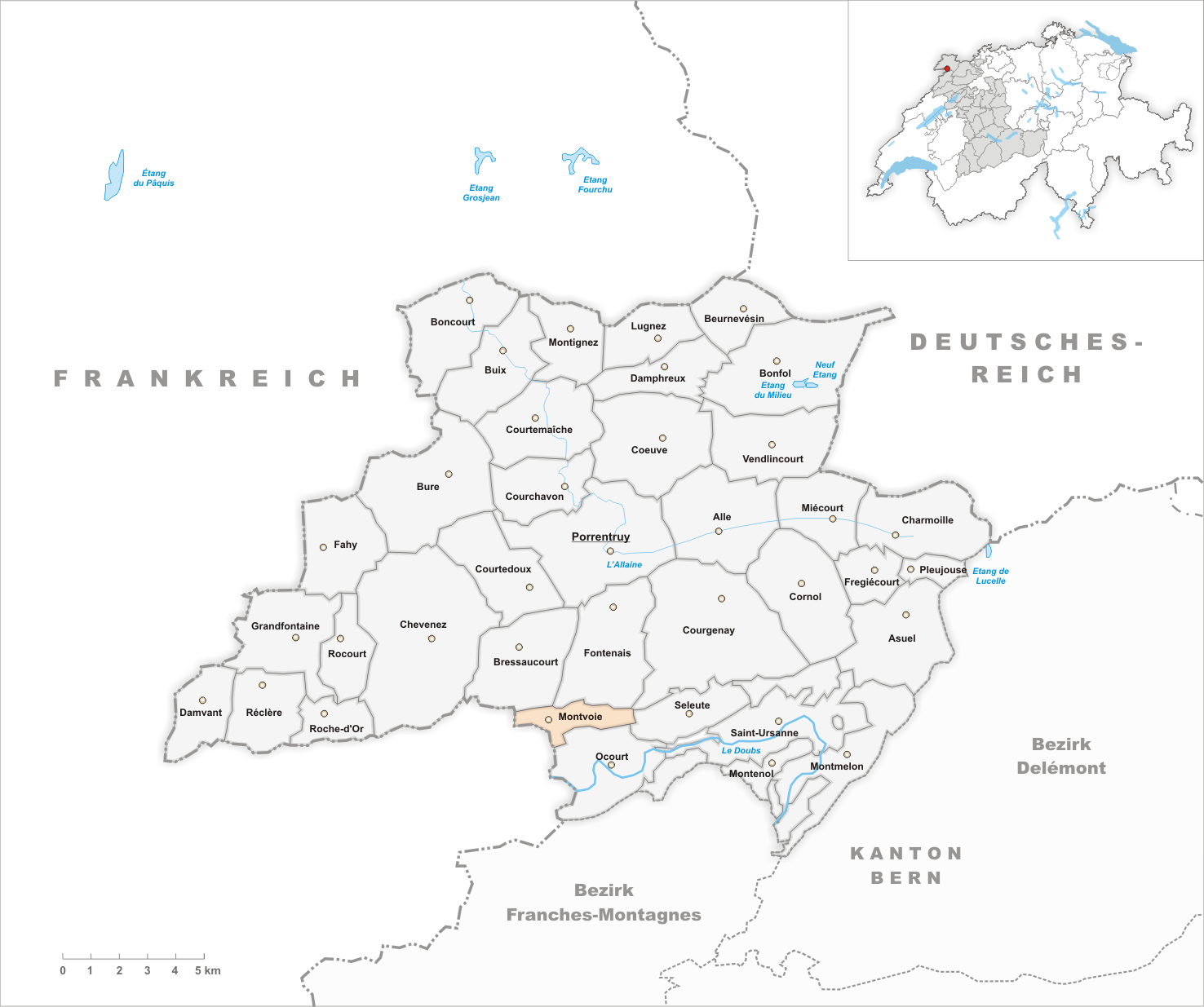
Gemeindestand vor der Fusion am 1. Januar 1882

Montvoie (deutsch Vogtsberg), erstmals erwähnt 1284 als Montvouel, ist der Name eines Weilers und einer Burgruine im Bezirk Pruntrut des Schweizer Kantons Jura an der Grenze zum französischen Montancy. Die bis zur Vereinigung mit Ocourt 1882 eigenständige Gemeinde umfasste auch die Siedlungen Valbert und La Combe, seit 2009 gehört das ganze Gebiet zur neuen Gemeinde Clos du Doubs. 
Die Lomont-Mont Terri-Kette oder Lomontkette (bis 940 m ü. M.) bildet die nördliche Abgrenzung der Region Clos du Doubs und mit 100 Kilometer die längste Jurakette, welche von Besançon bis Reigoldswil reicht. Der Col de Montvoie liegt auf 858 m am Westfuss des Hügels Les Chainions (909 m) und durchschneidet die Lomontkette.  

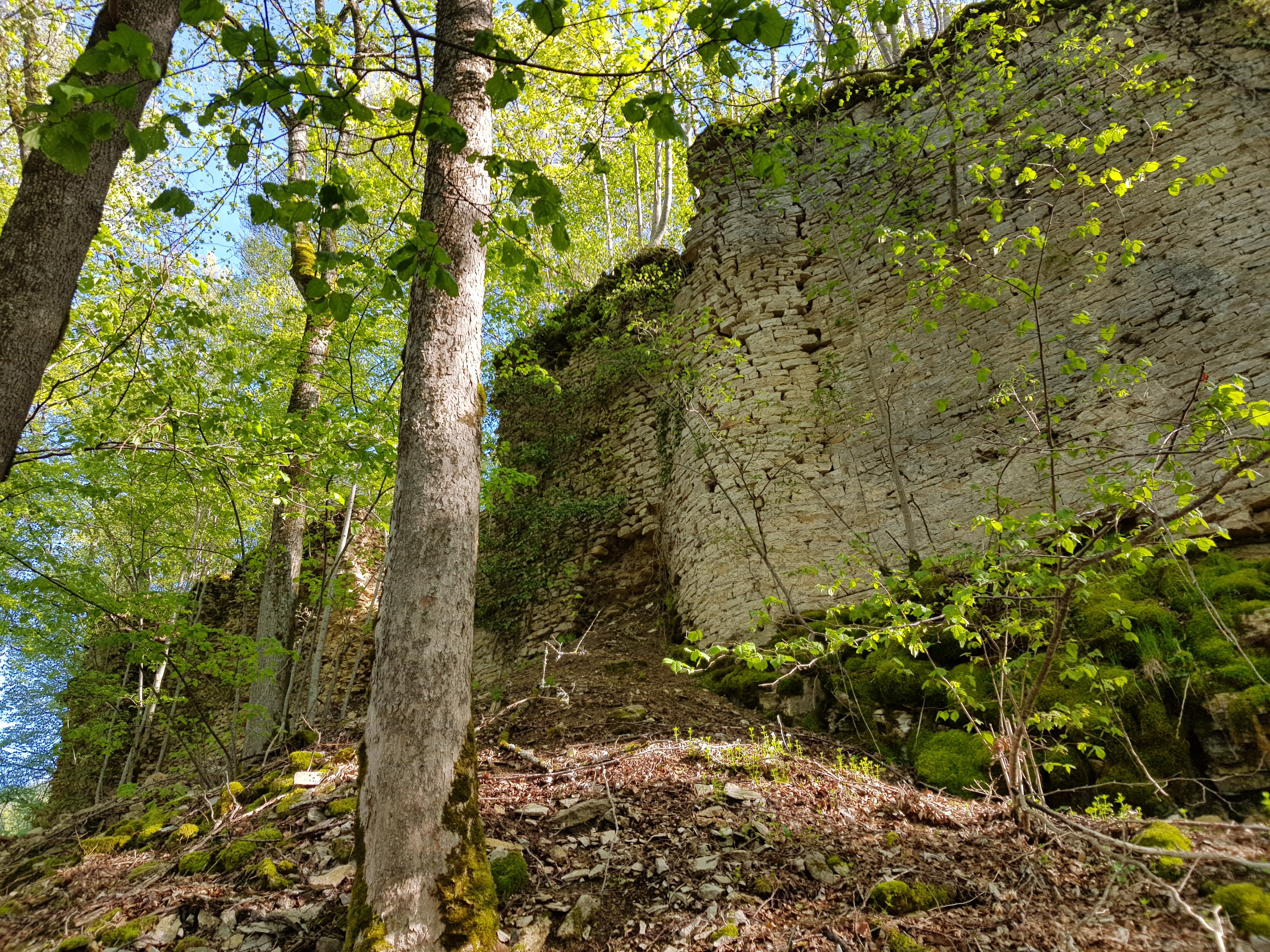
Burgruine Montvoie, Reste von Mauern und Ecktürmen

Die auf dem Hügelzug des Lomont gelegene Burg wurde im Spätmittelalter neu gebaut. 1284 verliehen die Grafen von Neuenburg in Burgund das feste Haus dem Ritter Richard von Vendlincourt. In der Mitte des 14. Jahrhunderts ging die Burg an den Ritter Simon von Saint-Aubin über, und im 16. Jahrhundert wurde sie mit Mauerwerk und Artillerietürmen ausgebaut. Im Dreissigjährigen Krieg wurde die Burg schwer beschädigt und nicht mehr aufgebaut. Die Überreste eines Rundturms und der Ringmauer mit den Ecktürmen und Schiessscharten sind noch sichtbar.

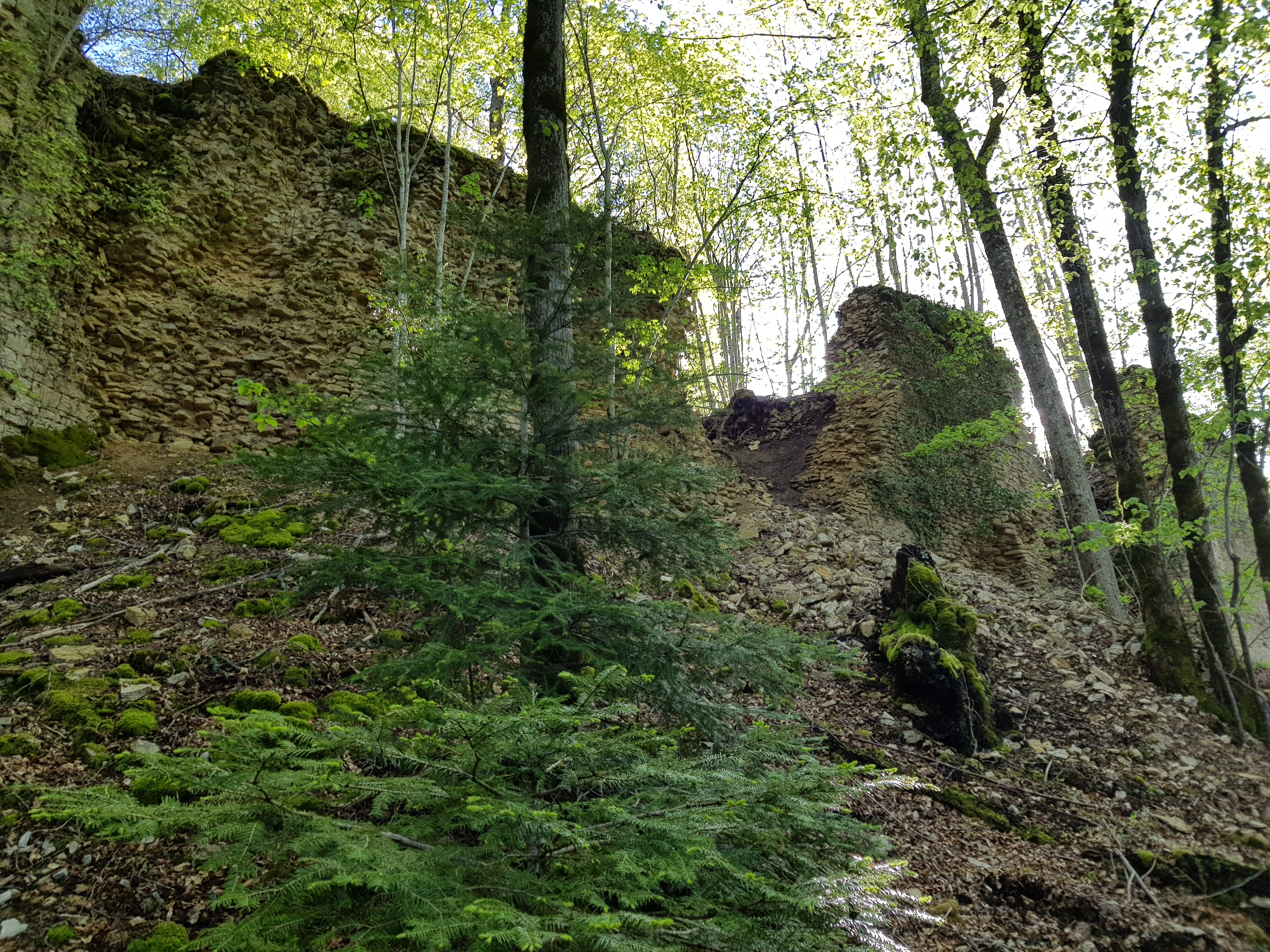
Mauerreste im Westen